# Adam Rippon
Adam Rippon (* 11. listopadu 1989, Scranton, Pensylvánie, USA) je americký krasobruslař. V sezoně 2007–08 byl finalistou Grand Prix juniorů Mezinárodní bruslařské unie (ISU). V roce 2008 se stal juniorským mistrem Spojených států amerických a v letech 2008 a 2009 také juniorským mistrem světa. V roce 2010 se stal mistrem čtyř kontinentů, v letech 2012 a 2015 stříbrným medailistou v mistrovství USA.
V říjnu 2015 v oficiálním časopisu amerického krasobruslení zveřejnil informaci o své homosexualitě a uvedl, že zvažoval svůj coming out už před olympiádou v Soči. V roce 2018 se poprvé zúčastnil olympijských her v korejském Pchjongčchangu, kde získal bronzovou medaili v týmové soutěži.